# Албрехт Волфганг фон Хоенлое-Ингелфинген
Албрехт Волфганг фон Хоенлое-Ингелфинген (на немски: Albrecht Wolfgang Erbprinz zu Hohenlohe-Ingelfingen; * 22 септември 1743, Кирхберг; † 22 април 1778, Ингелфинген) е наследствен принц на Хоенлое-Ингелфинген.

## Биография
Той е единственият жив син на граф (от 1764 г. 1. княз) Филип Хайнрих фон Хоенлое-Ингелфинген (1702 – 1781) и съпругата му Албертина фон Хоенлое-Лангенбург (1701 – 1773), дъщеря на Албрехт Волфганг фон Хоенлое-Лангенбург (1659 – 1715) и съпругата му графиня София Амалия фон Насау-Саарбрюкен (1666 – 1736).
Албрехт Волфганг умира на 34 години преди баща си на 22 април 1778 г. в Ингелфинген и е погребан в Ингелфинген.

## Фамилия
Албрехт Волфганг се жени на 5 ноември 1766 г. в Лангенбург за принцеса Елеонора Юлиана фон Хоенлое-Лангенбург (* 22 юли 1734, Лангенбург; † 20 септември 1813, Йоринген, погребана в Ингелфинген), дъщеря на принц Лудвиг фон Хоенлое-Лангенбург (1696 – 1765) и Елеанора фон Насау-Саарбрюкен (1707 – 1769). Те имат шест деца:
- Хайнрих Фридрих Лудвиг (* 18 декември 1768, Ингелфинген; † 14 януари 1772 от едра шарка, погребан в Ингелфинген)
- Лудвиг Кристиан Крафт (* 15 януари 1773, Ингелфинген; † 22 септември 1780, Ингелфинген, погребан в Ингелфинген)
- Филип Хайнрих Август (* 9 март 1777, Ингелфинген; † 28 май 1778, погребан в Ингелфинген)
- Елеонора Албертина София (* 27 ноември 1767, Ингелфинген; † 24 януари 1787, Ингелфинген, погребана в Ингелфинген), монахиня в Кведлинбург
- Августа Фридерика Луиза (* 2 януари 1770, Ингелфинген; † 22 февруари 1779, Ингелфинген, погребана в Ингелфинген)
- Мария Катарина Вилхелмина Кристиана (* 4 юни 1771, Ингелфинген; † 1780 / Йоринген, 2 август 1814, погребана в Ингелфинген)